# 張宗
張 宗（ちょう そう、生年不詳 - 59年）は、後漢の軍人。字は諸君。本貫は南陽郡魯陽県。

## 経歴
王莽のとき、魯陽県陽泉郷の佐となった。新末後漢初の反乱で王莽が敗死すると、張宗は陽泉郷の民を率いて起兵し、更始帝に帰順して偏将軍となった。更始政権の混乱をみて、張宗は一族を率いて安邑に避難した。
鄧禹が西征して河東郡を平定すると、張宗は鄧禹のもとを訪れて帰順した。鄧禹は張宗に権謀の多いことを聞き知っていたため、偏将軍とするよう光武帝に上表した。鄧禹の軍が栒邑に到着すると、赤眉軍の大軍がやってきたため、鄧禹は栒邑が守るに足りないとみて、軍を進めて堅城に拠ろうとした。鄧禹の兵たちは赤眉軍の追撃を恐れて殿軍となるのを嫌がったが、張宗は殿軍を引き受けて留まった。張宗の軍は赤眉軍と一戦して撃退し、鄧禹の陣営と合流した。鄧禹の軍が長安に達すると、張宗は夜間に精鋭を率いて城に入らせ、赤眉軍を襲って重傷を負いながらも奮戦した。
鄧禹が召還されると、張宗は光武帝により京輔都尉に任じられた。張宗は突騎を率いて征西大将軍の馮異とともに関中の諸陣営を攻撃し、これらを撃破した。河南都尉に転じた。30年（建武6年）、都尉の官が廃止されると、張宗は太中大夫に任じられた。32年（建武8年）、潁川郡の桑中で反乱が起こると、張宗は兵を率いて反乱を鎮圧した。後に謁者督として諸郡の兵を率い青州や冀州の反乱を平定した。40年（建武16年）、琅邪郡や北海郡で反乱が起こると、張宗は2郡の兵を監督して反乱を討った。後に琅邪国の相となり、厳しい統治を布いた。59年（永平2年）、在官のまま死去した。

## 伝記資料
- 『後漢書』巻38 列伝第28